# (26354) 1998 YJ4
1998 واي جاي 4 (ويعرف أيضًا باسم (26354) 1998 واي جاي 4 وفق تسمية الكوكب الصغير) (بالإنجليزية: 1998 YJ4)‏ هو كويكب ضمن حزام الكويكبات؛ وترتيبه 26354 من حيث الاكتشاف.
اكتُشف هذا الجُرم الفلكي بواسطة Frank B. Zoltowski ‏ في 16 ديسمبر 1998.

## وصلات خارجية
- (26354) 1998 YJ4 في قاعدة بيانات مختبر الدفع النفاث لأجرام النظام الشمسي الصغيرة

- الاكتشاف · مخطط المدار ·  العناصر المدارية · المعلمات المادية

- (26354) 1998 YJ4 على موقع ويكي سكاي: DSS2, SDSS, GALEX, IRAS, Hydrogen α, X-Ray, Astrophoto, Sky Map, Articles and images